# Vallberga
Vallberga är en tätort i Laholms kommun i Hallands län. Orten är belägen i Ränneslövs socken och Ysby socken.

## Historia
Mejeriet i Vallberga startade sin verksamhet 1895 och upphörde 1991. Vallberga andelsmejeriförening var vid sin tillkomst landets största. Största leverantören blev Vallberga gård, som upphörde med egen mejerdrift.
Vallbergamejeriet specialiserade sig på kittostar. De mest kända var Ambrosia och Fontina. Under åren blev fyra ostmästare på Vallbergamejeriet svenska mästare vid den årliga ostmässan i Skara.

### Befolkningsutveckling
| Befolkningsutvecklingen i Vallberga 1960–2020 | Befolkningsutvecklingen i Vallberga 1960–2020 | Befolkningsutvecklingen i Vallberga 1960–2020 | Befolkningsutvecklingen i Vallberga 1960–2020 | Befolkningsutvecklingen i Vallberga 1960–2020 |
| --------------------------------------------- | --------------------------------------------- | --------------------------------------------- | --------------------------------------------- | --------------------------------------------- |
|                                               |                                               |                                               |                                               |                                               |
| År                                            |                                               |                                               | Folkmängd                                     | Areal (ha)                                    |
| 1960                                          | 1960                                          |                                               | 402                                           |                                               |
| 1965                                          | 1965                                          |                                               | 504                                           |                                               |
| 1970                                          | 1970                                          |                                               | 586                                           |                                               |
| 1975                                          | 1975                                          |                                               | 613                                           |                                               |
| 1980                                          | 1980                                          |                                               | 631                                           |                                               |
| 1990                                          | 1990                                          |                                               | 638                                           | 87                                            |
| 1995                                          | 1995                                          |                                               | 676                                           | 87                                            |
| 2000                                          | 2000                                          |                                               | 663                                           | 87                                            |
| 2005                                          | 2005                                          |                                               | 647                                           | 87                                            |
| 2010                                          | 2010                                          |                                               | 657                                           | 87                                            |
| 2015                                          | 2015                                          |                                               | 655                                           | 81                                            |
| 2020                                          | 2020                                          |                                               | 736                                           | 81                                            |
|                                               |                                               |                                               |                                               |                                               |

## Näringsliv
I Arlas före detta mejeri tillverkas numera bland annat Kan Jang av Svenska örtmedicinska institutet. Ett annat större företag på orten är Vallberga Lantmän.

## Idrott
Den lokala idrottsklubben heter BK Walldia.